# 多喀摩斯
安提柯·多喀摩斯（希臘語：Ἀντίγονος Tληπoλεμoς），通常又簡稱多喀摩斯，是前四世紀人物，也是馬其頓的一個軍官。
在前323年亞歷山大大帝逝世後，他支持佩爾狄卡斯一黨。在前321年佩爾狄卡斯死後，他與阿爾塞塔斯和阿塔羅斯的部隊在一起，但他們的聯軍在前320年被安提柯於皮西迪亞擊敗，多喀摩斯和阿塔羅斯遭到俘虜，關進一個堅固的城塞內。在安提柯遠征歐邁尼斯期間，多喀摩斯他們試圖擊敗看守的衛兵，並於前316年占據這座要塞，但他們被附近趕來的軍隊包圍，最後被迫交出這座城塞，投降安提柯之妻斯特拉托妮可，再度成為俘虜。
後來多喀摩斯明確投降了安提柯，在前313年，安提柯派遣他率領一支軍隊解放卡里亞的希臘城邦，很可能多喀摩斯在安提柯一世某段時間統轄弗里吉亞臨近地區，他在那建立一座城市並以他之名命為多喀彌姆（Docimium）。在前301年的伊普蘇斯戰役前刻，他受安提柯之命據守弗里吉亞辛那達（Synnada）的要塞，但最後他投降利西馬科斯。安提柯一世敗亡以後，多喀摩斯變沒出現在歷史舞台了。

## 腳註
1. ↑   西西里的狄奧多羅斯, Bibliotheca, xviii. 45; 波利艾努斯, Stratagemata, iv. 6
2. ↑   西西里的狄奧多羅斯, xix. 16
3. ↑   西西里的狄奧多羅斯., xix. 75
4. ↑   拜占庭的斯特凡诺斯（Stephanus of Byzantium）, Ethnica, s.v. "Dokimeion"
5. ↑   西西里的狄奧多羅斯, xx. 107; 保薩尼亞斯, Description of Greece, i. 8

## 來源
- 威廉·史密斯，《希腊羅馬的神話和傳記辭典》, "Docimus", 波士頓, (1867)
- 天主教百科全書 (Docimium)